# Ларс Нільсен (веслувальник)
Ларс Нільсен (дан. Lars Nielsen, 3 листопада 1960) — данський академічний веслувальник.
Бронзовий призер Олімпійських Ігор 1984 року в складі розпашної четвірки без стернового.